# Sindaci di Rezzato
Di seguito l'elenco dei sindaci del comune di Rezzato.

## Regno di Sardegna (1859-1861) e Regno d'Italia (1861-1946)
Il Regno d'Italia fu proclamato nel 1861 e cessò di esistere nel 1946 in seguito al referendum istituzionale che sancì la nascita della Repubblica Italiana.

### Sindaci di nomina regia (1859-1896)
La Legge 23 ottobre 1859 n. 3702 fissò le norme per le nuove istituzioni politiche locali nel Regno. Il consiglio comunale era eleggibile da parte dei cittadini uomini adulti che pagavano contribuzioni dirette di entità determinate in base al numero di abitanti, mentre la giunta comunale era espressione del Consiglio ed eletta ogni anno a maggioranza assoluta dei consiglieri.
Il sindaco era scelto tra i membri della Giunta, veniva quindi nominato dal Re e restava in carica per un periodo di tre anni.
Il consiglio comunale di Rezzato era composto da quindici membri, mentre la giunta era formata da due assessori.
| Periodo | Periodo | Primo cittadino           | Partito          | Carica            | Note   |
| ------- | ------- | ------------------------- | ---------------- | ----------------- | ------ |
| 1859    | 1860    | Luigi Francinetti         | Destra storica   | prosindaco        | [ 1 ]  |
| 1860    | 1864    | Luigi Francinetti         | Destra storica   | sindaco           | [ 2 ]  |
| 1864    | 1866    | Giovanni Luscia           | Destra storica   | sindaco           | [ 3 ]  |
| 1866    | 1874    | Evaristo Braga            |                  | sindaco           | [ 4 ]  |
| 1874    | 1875    | Giovanni Battista Bossoni |                  | sindaco           | [ 5 ]  |
| 1875    | 1878    |                           |                  | assessori anziani | [ 6 ]  |
| 1878    | 1879    | Davide Lombardi           |                  | sindaco           | [ 7 ]  |
| 1879    | 1883    |                           |                  | assessori anziani | [ 8 ]  |
| 1883    | 1889    | Giovanni Luscia           | Destra storica   | sindaco           | [ 9 ]  |
| 1889    | 1895    | Davide Lombardi           | Sinistra storica | sindaco           | [ 10 ] |

### Sindaci eletti dal consiglio comunale (1896-1926)
Nel 1896 (legge Di Rudinì, 29 luglio) fu introdotta l'elezione da parte del consiglio comunale del sindaco; il primo cittadino doveva essere scelto tra i consiglieri regolarmente eletti. La durata del mandato era di tre anni (quattro dal 1910), con possibilità di rielezione. Tale periodo ebbe termine nel 1926 con l'istituzione dei podestà fascisti.
| Periodo | Periodo | Primo cittadino           | Partito                   | Carica  | Note   |
| ------- | ------- | ------------------------- | ------------------------- | ------- | ------ |
| 1896    | 1898    | Rodolfo Gaffuri           | Sinistra storica          | sindaco | [ 11 ] |
| 1898    | 1899    | Giulio Calzoni            | Sinistra storica          | sindaco | [ 12 ] |
| 1899    | 1914    | Simone Pietro Gaffuri     | Sinistra storica          | sindaco | [ 13 ] |
| 1914    | 1920    | Giovanni Battista Bossoni | Destra storica            | sindaco | [ 14 ] |
| 1920    | 1926    | Guglielmo Negrinelli      | Partito Popolare Italiano | sindaco |        |

### Podestà nominati dal governo fascista (1926-1943)
Con la legge n. 237 del 4 febbraio 1926, parte delle cosiddette leggi fascistissime, venne istituita la figura del podestà. Nel 1926 gli organi democratici di Rezzato, come quelli degli altri comuni, furono soppressi: tutte le funzioni in precedenza svolte dal sindaco, dalla giunta e dal consiglio comunale vennero trasferite al podestà, nominato tramite regio decreto dal governo fascista per cinque anni e revocabile in ogni momento. Il podestà era affiancato da un vice-podestà, scelto dal Ministero dell'interno, e da una consulta municipale, composta da almeno 6 membri nominati dal prefetto.
Di seguito l'elenco dei podestà:
| Primo cittadino      | Partito | Partito | Mandato          | Mandato          | Carica      | Carica |
| Primo cittadino      | Partito | Partito | Inizio           | Fine             | Carica      | Carica |
| -------------------- | ------- | ------- | ---------------- | ---------------- | ----------- | ------ |
| Enrico Scaroni       |         | PNF     | 15 maggio 1926   | dicembre 1926    | Podestà     |        |
| Giovanni Biemmi      |         | PNF     | dicembre 1926    | aprile 1927      | Commissario |        |
| Isacco Baffelli      |         | PNF     | aprile 1927      | maggio 1927      | Commissario |        |
| Guglielmo Negrinelli |         | PNF     | maggio 1927      | ottobre 1929     | Podestà     |        |
| Defendente Meda      |         | PNF     | 21 ottobre 1929  | 15 dicembre 1930 | Commissario |        |
| Enrico Scaroni       |         | PNF     | 15 dicembre 1930 | 6 dicembre 1932  | Podestà     |        |
| Ettore Scagliotti    |         | PNF     | 6 dicembre 1932  | 7 febbraio 1933  | Commissario |        |
| Aldo Rigagnoli       |         | PNF     | 7 febbraio 1933  | 19 novembre 1937 | Podestà     |        |
| Federico Cancarini   |         | PNF     | 19 novembre 1937 | 12 luglio 1943   | Podestà     |        |

### Podestà della Repubblica Sociale Italiana
In seguito alla caduta del fascismo, l'amministrazione provvisoria dei comuni fu affidata ad un commissario e ad una giunta comunale, entrambi nominati dal prefetto. In quanto parte della Repubblica Sociale Italiana, invece, Rezzato resta amministrato da un podestà secondo l'ordinamento precedente.
| Primo cittadino | Partito | Partito | Mandato        | Mandato        | Carica      | Carica |
| Primo cittadino | Partito | Partito | Inizio         | Fine           | Carica      | Carica |
| --------------- | ------- | ------- | -------------- | -------------- | ----------- | ------ |
| Giuseppe Scollo |         | PFR     | 12 luglio 1943 | 28 agosto 1943 | Commissario |        |
| Antonio Cazzago |         | PFR     | 28 agosto 1943 | 28 aprile 1945 | Commissario |        |

### Sindaci nominati dal Comitato di Liberazione Nazionale (1945-1946)
Tra il 1945 ed il 1946, i sindaci dell'amministrazione comunale provvisoria erano nominati dal Comitato di Liberazione Nazionale.
| Sindaco       | Partito | Partito | Giunta | Giunta               | Mandato       | Mandato       |
| Sindaco       | Partito | Partito | Giunta | Giunta               | Inizio        | Fine          |
| ------------- | ------- | ------- | ------ | -------------------- | ------------- | ------------- |
| Vaifro Sberna |         | PDL     |        | CLN (DC-PCI-PSI-PdA) | 5 maggio 1945 | 7 aprile 1946 |

## Repubblica Italiana (dal 1946)
Il sistema elettivo fu ripristinato dal Regno d'Italia nel gennaio 1946 e confermato dalla Repubblica Italiana, anche se non era ancora prevista l'elezione diretta da parte dei cittadini che venne istituita nel 1993.
Dal 1946 al 1985 il consiglio comunale di Rezzato era composto da 20 seggi totali, quota innalzata a 30 fino al 1995. Da tale data il numero di consiglieri comunali è stato riportato a 20 fino al 2014, quando i consiglieri sono diventati 16.
Di seguito l'elenco dei sindaci:
| Sindaci eletti dal Consiglio comunale (1946-1995)    | Sindaci eletti dal Consiglio comunale (1946-1995) | Sindaci eletti dal Consiglio comunale (1946-1995) | Sindaci eletti dal Consiglio comunale (1946-1995) | Sindaci eletti dal Consiglio comunale (1946-1995) | Sindaci eletti dal Consiglio comunale (1946-1995) | Sindaci eletti dal Consiglio comunale (1946-1995) | Sindaci eletti dal Consiglio comunale (1946-1995) |
| Sindaco                                              | Partito                                           | Partito                                           | Giunta                                            | Giunta                                            | Mandato                                           | Mandato                                           | Elezioni                                          |
| Sindaco                                              | Partito                                           | Partito                                           | Giunta                                            | Giunta                                            | Inizio                                            | Fine                                              | Elezioni                                          |
| ---------------------------------------------------- | ------------------------------------------------- | ------------------------------------------------- | ------------------------------------------------- | ------------------------------------------------- | ------------------------------------------------- | ------------------------------------------------- | ------------------------------------------------- |
| Vaifro Sberna (1889–1957)                            |                                                   | DC                                                |                                                   | DC                                                | 7 aprile 1946                                     | 23 giugno 1951                                    | 1946                                              |
| Vaifro Sberna (1889–1957)                            | 23 giugno 1951                                    | DC                                                | 12 giugno 1956                                    | DC                                                | 1951                                              |                                                   |                                                   |
| Vaifro Sberna (1889–1957)                            | 12 giugno 1956                                    | DC                                                | 26 agosto 1957                                    | DC                                                | 1956                                              |                                                   |                                                   |
| Fortunato Pasquali (1922–2017)                       |                                                   | DC                                                |                                                   | DC                                                | 1956                                              | 26 agosto 1957                                    | 2 dicembre 1960                                   |
| Fortunato Pasquali (1922–2017)                       | 2 dicembre 1960                                   | DC                                                | 29 dicembre 1964                                  | DC                                                | 1960                                              |                                                   |                                                   |
| Fortunato Pasquali (1922–2017)                       | 29 dicembre 1964                                  | DC                                                | 8 marzo 1970                                      | DC                                                | 1964                                              |                                                   |                                                   |
| Fausto Cargnoni (1934–2018)                          |                                                   | DC                                                |                                                   | DC-PSI                                            | 20 luglio 1970                                    | 20 settembre 1975                                 | 1970                                              |
| Fausto Cargnoni (1934–2018)                          | 20 settembre 1975                                 | DC                                                | 23 settembre 1980                                 | DC-PSI                                            | 1975                                              |                                                   |                                                   |
| Fausto Cargnoni (1934–2018)                          | 23 settembre 1980                                 | DC                                                | 22 giugno 1982                                    | DC-PSI                                            | 1980                                              |                                                   |                                                   |
| Fausto Cargnoni (1934–2018)                          |                                                   | DC                                                | DC-PCI                                            | 22 giugno 1982                                    | 1980                                              | 1º ottobre 1985                                   |                                                   |
| Giuseppe Ioannes (n. 1947)                           |                                                   | DC                                                |                                                   | DC-PSI-PRI                                        | 1º ottobre 1985                                   | 28 giugno 1990                                    | 1985                                              |
| Giuseppe Ioannes (n. 1947)                           | 28 giugno 1990                                    | DC                                                | 24 aprile 1995                                    | DC-PSI-PRI                                        | 1990                                              |                                                   |                                                   |
| Sindaci eletti direttamente dai cittadini (dal 1995) |                                                   |                                                   |                                                   |                                                   |                                                   |                                                   |                                                   |
| Augusto Berardi (n. 1951)                            |                                                   | lista civica                                      |                                                   | centrosinistra                                    | 24 aprile 1995                                    | 14 giugno 1999                                    | 1995                                              |
| Augusto Berardi (n. 1951)                            | 14 giugno 1999                                    | lista civica                                      | 14 giugno 2004                                    | centrosinistra                                    | 1999                                              |                                                   |                                                   |
| Enrico Danesi (n. 1968)                              |                                                   | lista civica                                      |                                                   | centrosinistra                                    | 14 giugno 2004                                    | 8 giugno 2009                                     | 2004                                              |
| Enrico Danesi (n. 1968)                              | 8 giugno 2009                                     | lista civica                                      | 26 maggio 2014                                    | centrosinistra                                    | 2009                                              |                                                   |                                                   |
| Davide Giacomini (n. 1983)                           |                                                   | lista civica                                      |                                                   | centrosinistra                                    | 26 maggio 2014                                    | 27 maggio 2019                                    | 2014                                              |
| Giovanni Ventura (n. 1966)                           |                                                   | Lega                                              |                                                   | centrodestra                                      | 27 maggio 2019                                    | 10 giugno 2024                                    | 2019                                              |
| Luca Reboldi (n. 1994)                               |                                                   | lista civica                                      |                                                   | centrosinistra                                    | 10 giugno 2024                                    | in carica                                         | 2024                                              |